# Tetrastylidium grandifolium
Tetrastylidium grandifolium là một loài thực vật có hoa trong họ Olacaceae. Loài này được (Baill.) Sleumer miêu tả khoa học đầu tiên năm 1935.